# Moulin des Roches
Ne doit pas être confondu avec Moulin de la Roche.
Le moulin des Roches est un ancien moulin situé à Thouars, dans le département français des Deux-Sèvres.
Il est également connu sous le nom de « moulin de l'abbesse » car il a longtemps appartenu à l'abbaye de Saint-Jean de Bonneval-lès-Thouars dirigée par des abbesses bénédictines. Sur le cadastre napoléonien de 1825, alors que l'abbaye a été rasée à la suite de la Révolution, il est nommé « moulin du château ».

## Historique

### Construction
Des travaux de rénovation réalisés en 1861 ont permis de découvrir l'inscription « 1104 » sur l'une des poutres du bâtiment, permettant de dater le moulin du début du XIIe siècle. Toutefois, sa première mention remonte à 1169 dans une bulle du pape Alexandre III qui confirme les possessions de l'abbaye de Saint-Jean de Bonneval-lès-Thouars.

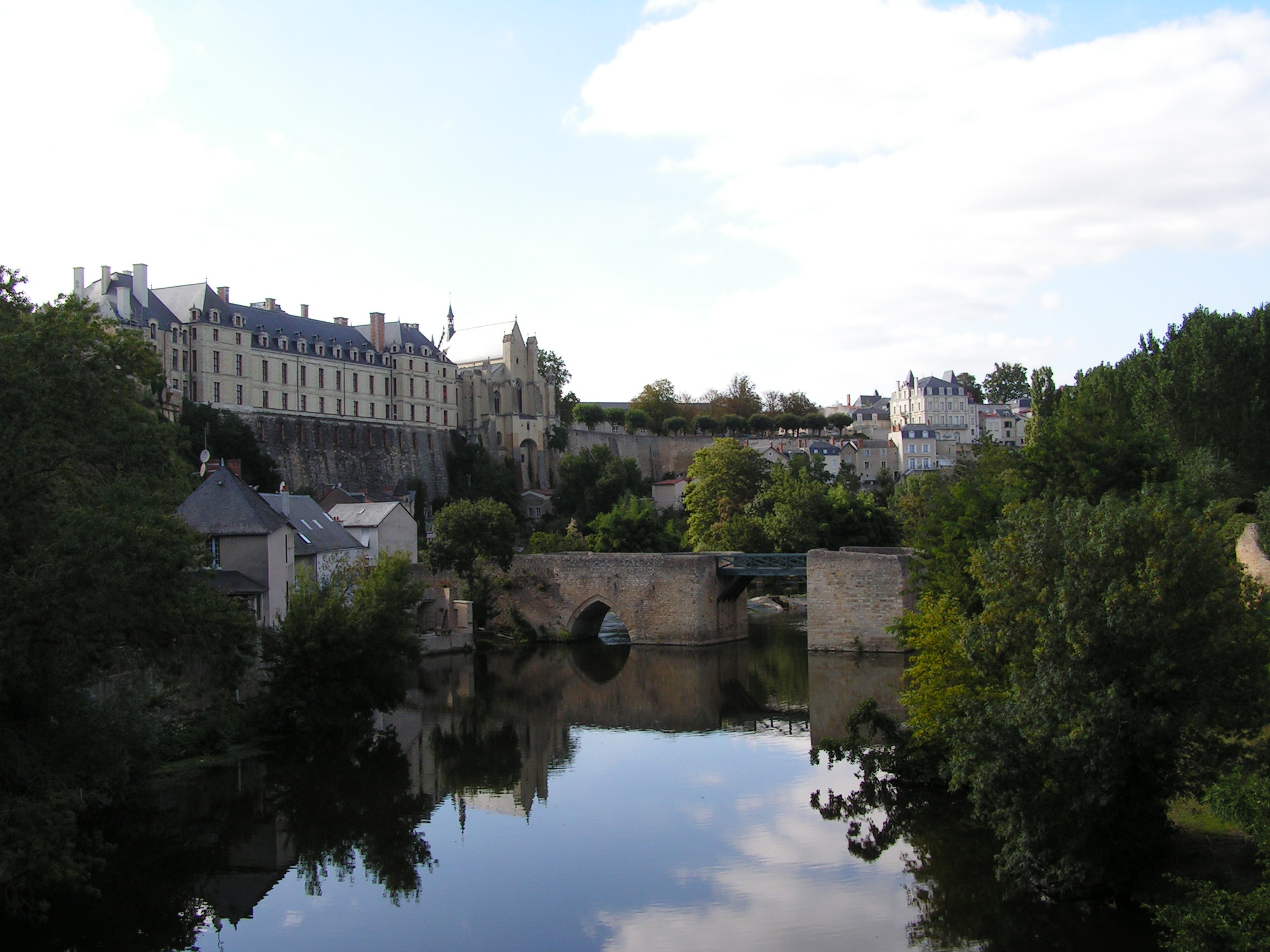
Château des ducs de La Trémoille et sa chapelle surplombant le Thouet, le moulin des Roches et le pont des Chouans.

### Procès
En novembre 1634, l'abbesse Louise de Chastillon défend les droits de l'abbaye à la suite de l'agression et de l'emprisonnement des meuniers par les officiers du duc Henri Ier de La Trémoille,.

### Période contemporaine
De nos jours, le bâtiment est une propriété privée proposant des chambres d'hôtes.

## Description
Le bâtiment est situé au pied du château des ducs de La Trémoille, le long du Thouet, à proximité immédiate du pont des Chouans,,.
D'après l'État des moulins à farine en activité dans le département des Deux-Sèvres en l'an 1809, il s'agissait d'un moulin à eau comprenant deux roues pouvant produire une tonne de farine par jour.
Selon l'historien Hugues Imbert, deux têtes grotesques sculptées (surnommées Thouars et sa femme) datant du XIIe siècle ornaient le moulin : une femme adressant un baiser à un homme faisant la grimace.
Le bâtiment est représenté sur une aquarelle réalisée en 1928 par l'artiste Paul Boinot et exposée au musée Henri-Barré.